# Danielle Colby-Cushman
Danielle Colby-Cushman (Davenport, Iowa, 3 de dezembro de 1975) é uma dançarina burlesca, designer de moda e personalidade televisiva estadounidense, mais conhecida como co-protagonista no programa de televisão American Pickers (no Brasil: Caçadores de Relíquias; em Portugal: Caça Tesouros) do canal History, com Mike Wolfe e Frank Fritz.

## Vida pessoal
Colby-Cushman nasceu em Davenport, Iowa. Ela foi criada no que ela chama de "uma família muito carinhosa, porém estrita" de Testemunhas de Jeová. Ela afirmou que seu interesse pela dança burlesca começou em torno de 10 e 12 anos. Em 2004, ela era casada e tinha dois filhos. A carreira televisiva de Danielle levou ao rompimento de seu casamento.

## Filmografia

### American Pickers
Colby era amigo íntimo de Mike Wolfe por uma década antes que o conceito do programa fosse desenvolvido. Depois que o show foi vendido para o History Channel, Wolfe pediu a Colby para trabalhar no escritório da loja de antiguidades Antique Archaeology.
A American Pickers estreou no History Channel em 18 de janeiro de 2010. Em 8 de setembro de 2010, era a série de não-ficção mais bem cotada de 2010 entre o total de espectadores e adultos de 25 a 54 anos.
| Ano             | Produção                  | Notas     | Ref.  |
| --------------- | ------------------------- | --------- | ----- |
| 2010 - presente | American Pickers          | Ela mesma | [ 7 ] |
| 2016            | Tempest Storm             | Produtora | [ 7 ] |
| 2017 - presente | American Pickers: Best Of | Ela mesma | [ 7 ] |